# Wicquinghem
Wicquinghem là một xã ở tỉnh Pas-de-Calais, vùng Hauts-de-France của Pháp.

## Địa lý
Wicquinghem có cự ly 12 dặm Anh (19 km) về phía đông bắc Montreuil-sur-Mer, trên đường D156 road, 2dặm Anh (3k) về phía đông Hucqueliers.

## Dân số
| 1962                                                         | 1968 | 1975 | 1982 | 1990 | 1999 | 2006 |
| ------------------------------------------------------------ | ---- | ---- | ---- | ---- | ---- | ---- |
| 256                                                          | 257  | 227  | 232  | 192  | 179  | 187  |
| Số liệu điều tra dân số từ năm 1962: Dân số không tính trùng |      |      |      |      |      |      |

## Địa điểm nổi bật
- Nhà thờ St.Sylvain, thế kỷ 16.
- Nhà nguyện Notre-Dame-de-Bon-Secours, thế kỷ 18.